# Титон (окръг, Уайоминг)
Вижте пояснителната страница за други значения на Титон.
Окръг Титон (на английски: Teton County) е окръг в щата Уайоминг, Съединени американски щати. Площта му е 10 935 km², а населението – 23 191 души (2016). Административен център е град Джаксън.